# Hisham Tawfiq
Hisham Tawfiq est un acteur américain né à New York. Il est connu pour son rôle de Dembe Zuma, garde du corps de Reddington, dans la série Blacklist.

## Jeunesse
Né à New York, Hisham Tawfiq découvre son amour pour les arts au lycée grâce au poème I Know Why The Caged Byrd Sings de Maya Angelou, surnommée « la poétesse lauréate de la femme noire ». Hisham étudie à la Negro Ensemble Theater Company, connu pour avoir formé des acteurs tels que Denzel Washington et Ossie Davis. Il étudia aussi avec la coach  Susan Batson.
Avant de poursuivre une carrière d'acteur, Tawfiq a servi dans la Marine pendant l'opération Tempête du désert de 1990 à 1995. De 1994 à 1996, Tawfiq travaillait en tant qu'officier à la prison Sing Sing de New York. il a aussi servi à New York en tant que pompier.

## Carrière
Tawfiq joua avec The Arkansas Rep. dans Intimate Powers et joua le rôle de Walter Lee dans la production A Raisin in the Sun, dans laquelle Tawfiq a déclaré que c'était le rôle de ses rêves.
Tawfiq est apparu dans le film Gun Hill en 2014 dans le rôle du capitaine Sanford, commandant d'une unité de lutte contre le crime. 
À la télévision, Tawfiq est apparu dans Lights Out, New York, unité spéciale, New York, section criminelle, Kings, Golden Boy, 30 Rock et dans le remake de la BBC de Ironside en 2013.
Tawfiq joue actuellement le rôle de Dembe dans la série Blacklist.

## Filmographie

### Cinéma
- 2009 : Notorious BIG : un homme fatigué
- 2009 : Deceptive : Karl Allen
- 2010 : Five Minarets in New York
- 2010 : Those People : Wilkes
- 2012 : Watching TV with the Red Chinese : James
- 2012 : Single Hills : Steven
- 2013 : Dead Man Down
- 2018 : Skate Kitchen : Lawrence

### Courts-métrages
- 2005 : Kiss and Run : Jaheim
- 2006 : Stolen Love : Reggie Washington
- 2010 : Say Grace Before Drowning
- 2010 : Friend & Foe : Akeem
- 2010 : Counterfeit : Malik
- 2010 : Contact Zone : Prince
- 2011 : Crazy Beats Strong Every Time : Kofo
- 2012 : Frisk : Davis
- 2012 : Conscientious Objector : Bailiff
- 2013 : High Ground : Booker
- 2014 : The Bravest, the Boldest : Major Dandridge
- 2015 : Black Card

### Télévision
- 2007 : Skels : Robbie Jackson
- 2007 : New York, unité spéciale (saison 9, épisode 9) : pompier Vestry
- 2008 : New York, unité spéciale (saison 9, épisode 18) : pompier Vestry
- 2009 : Kings : Walter
- 2010 : New York, section criminelle (saison 9, épisode 11) : Souleyman Camara
- 2011 : Lights Out (en) : Jo Jo Reade
- 2011 : Gun Hill : Captain Sanford
- 2012 : 30 Rock : Dictateur africain
- 2012 : Nurse Jackie : Patient
- 2013 : Golden Boy : Steven Truitt
- 2013 : Ironside : Flic
- 2013-2023 : Blacklist : Dembé
- 2021 : New York, unité spéciale (saison 23, épisode 3) : Jules

### Théâtre
- A Raisin in the Sun : Walter Lee Younger
- Intimate Apparel : George Armstrong
- A Soldiers Play  : Henson
- Offspring : Kyle
- Bow Wow Club : Sal
- Shaka Zulu : Shaka